# Държавен радиоквартет „Аврамов“
Държавен радиоквартет „Аврамов“ (до 1948 година – Български струнен квартет) е български камерен струнен квартет, съществувал от 1938 до 1974 година.
Създаден е през 1938 година от Владимир Аврамов (първа цигулка), Стоян Сертев (втора цигулка), Стефан Магнев (виола) и Константин Кугийски (виолончело). Квартетът играе важна роля в българския културен живот и допринася много за популяризирането на камерна музика от български автори, като Любомир Пипков, Парашкев Хаджиев, Марин Големинов, Веселин Стоянов, Боян Икономов.